# Gabriela Silang
María Josefa Gabriela Cariño Silang, född 19 mars 1731 i Barangay Caniogan, Santa, Södra Ilocos, död 20 september 1763, var en filippinsk upprorsledare. Hon ledde ilocanos uppror mot spanjorerna på Spanska Filippinerna efter sin make Diego Silangs död 1763.

## Biografi
Gabriela Silang var dotter till den spanske köpmannen Anselmo Cariño, en ättling till Ignacio Cariño, en av de första spanska kolonisatörerna, och en tinguiansk mor. Hon separerades från sin mor som barn och fick en kristen spansk uppfostran av sin far, elementärutbildning och 1751 ett arrangerat äktenskap med den förmögne köpmannen Tomás Millan (d. 1754). Hon gifte om sig 1757 med Diego Silang. 
I oktober 1762 ockuperade britterna Filippinerna under sjuårskriget. Hennes make Diego Silang slöt då allians med den brittiska ockupationsmakten mot den spanska kolonialmyndigheten och försökte åstadkomma ett myteri mot spanjorerna i den spanska armén på Filippinerna. Han utnämndes av britterna till deras guvernör i Ilocos och blev lovad militärhjälp mot spanjorerna, som dock aldrig kom. Gabriela Silang blev sin makes rådgivare under de strider som utbröt mellan spanska trupper lojala mot spanjorerna och trupper lojala mot Silang, och särskilt i kontakten med britterna. När spanjorerna erbjöd en belöning mot Diego Silangs död, mördades han av Miguel Vicos och Pedro Becbec 28 maj 1763. 
Gabriela Silang tog då befälet över Silangs styrkor, utnämnde Miguel Flores och Tagabuen Infiel till sina generaler och fick en prästerlig bayanstatus bland sina anhängare. Hon belägrade Vigan i september 1763, men blev tvungen att avbryta och retirera till Abra, där hon tillfångatogs av spanjorerna. Den 20 september 1763 blev hon och hennes soldater avrättade genom hängning i Vigan.

## Eftermäle
Gabriela Silang-orden instiftades till hennes ära och ges till kvinnor. Sjukhuset Gabriela Silang General Hospital i Ilocos Sur fick sitt namn efter henne, liksom kvinnoorganisationen GABRIELA, som grundades 1984. Hon står staty både i Makati City (1971), och i Abra, och ett monument i Gabriela Silang Memorial.
Asteroiden 7026 Gabrielasilang är uppkallad efter henne.